# کلینتن (لوئیزیانا)
کلینتن (به انگلیسی: Clinton) شهری در ایالت لوئیزیانا کشور ایالات متحده آمریکا است که جمعیت آن در سرشماری سال ۲۰۱۰ میلادی، ۱٬۶۵۳ نفر بوده‌است.